# Ramon Maria Roca i Sastre
Ramon Maria Roca i Sastre (Tàrrega, Urgell, 1 de gener de 1899 — Barcelona, 27 de desembre de 1979) fou un jurista català. La seva família era originària de Guissona. El 1921 es llicencià en dret a la Universitat de Barcelona i s'especialitzà en el dret hipotecari (la seva obra en cinc volums és considerada un referent) i el dret successori continguts en el dret civil català. Treballà com a registrador de la propietat el 1923 amb places a Belchite (1924) i Sort (1925), com a notari el 1932 a Vilafranca del Penedès i com a jutge el 1933 a Montblanc. Fou membre de la Comissió Jurídica Assessora de la Generalitat republicana i va intervenir en la redacció de la Llei de Contractes de Conreu. Fou l'únic membre del Tribunal de Cassació de Catalunya que hi ingressà per oposició el 1936.
Després de la guerra civil espanyola treballà novament com a notari al seu despatx a La Pedrera després de guanyar novament la plaça per oposició el 1944. El 1956 fou membre de la Reial Acadèmia de Jurisprudència i Legislació de Madrid i el 1960 fou l'encarregat de redactar la part de dret successori de la Compilació del dret civil especial de Catalunya. De 1965 a 1969 fou president de l'Acadèmia de Jurisprudència i Legislació de Catalunya, el 1971 fou president honorari del Segon Congrés Jurídic Català i el 1972 fou doctor honoris causa de la Universitat de Barcelona. És pare de Lluís Roca-Sastre i Muncunill.

## Obres
- Derecho hipotecario (1968)

## Fons personal
El seu fons personal es conserva a l'Arxiu Nacional de Catalunya. El fons aplega la documentació produïda i rebuda per Ramon Maria Roca Sastre en el curs de les seves activitats professionals i associatives, així com documentació identificativa, familiar i acadèmica. Dins la sèrie d'activitat jurídica destaca la documentació administrativa sobre les diferents oposicions i destinacions com a registrador de la propietat, notari, jutge i magistrat, així com la referida a l'elaboració del llibre Instituciones de Derecho Hipotecario i altres treballs de dret successori. El material sobre les diverses fases d'elaboració de la Compilació de Dret Civil Especial de Catalunya és un altre dels apartats significatius. Inclou el material de treball personal, els esborranys de la Comissió de Juristes de Catalunya, els esborranys de la Comisión General de Codificación del Ministeri de Justicia i les esmenes i material presentades a la Comisión de Justicia i el ple de las Cortes Españolas.
La documentació sobre els diversos homenatges rebuts en vida per Ramon Maria Roca Sastre és un altre bloc significatiu del fons, on es troba les distincions rebudes. Es completa amb el material produït per la Comissió Centenari Roca Sastre per commemorar aquesta efemèride i amb el de la Fundació Roca Sastre, que la inclou documentació de constitució, gestió i activitats organitzades per l'entitat